# Clay County, Tennessee
Clay County är ett administrativt område i delstaten Tennessee, USA. År 2010 hade countyt 7 861 invånare. Den administrativa huvudorten (county seat) är Celina.

## Geografi
Enligt United States Census Bureau har countyt en total area på 671 km². 611 km² av den arean är land och 60 km² är vatten. 

### Angränsande countyn
- Monroe County, Kentucky - nord
- Cumberland County, Kentucky - nordost
- Pickett County - öst
- Overton County - sydost
- Jackson County - syd
- Macon County - väst